# Sebastian Volco
Sebastián Volco (Buenos Aires, 1973) es un músico argentino, reconocido por su faceta como compositor y multinstrumentista ya que es pianista, bajista, teclista, guitarrista y cantante. En su dilatada trayectoria profesional, destaca su proyecto La Orquesta Metafísica, un súper grupo que reúne influencias del rock, el tango, el jazz, la música clásico y los ritmos tradicionales argentinos. Otro de sus proyectos más reconocidos es el dúo Volco & Gignoli donde comparte formación con el bandoneonista Pablo Gignoli (exmiembro de la Orquesta Típica Fernández Fierro). Reconocido por su trayectoria en la música rock, destaca además su faceta como un compositor de obras para cine, teatro, instalaciones y música para ballet.
Sebastián Volco nació en Buenos Aires, Argentina, en 1973. Comenzó su formación musical en la UCA y en el CEAMC, compaginando sus estudios con clases de piano con Violeta de Gainza. En París, fue alumno de Juan Carlos Cáceres donde perfeccionó su conocimiento en el tango.

## Historia
La Trova de Fin de Siglo
Uno de los principales proyectos de Sebastián Volco fue la creación en 1997 con Sebastián Rosenfeldt de la Trova de Fin de Siglo, un grupo de rock experimental, música improvisada y electrónica. Con esta formación realizó numerosos conciertos en Buenos Aires. Durante un año, realizó multitud de jam sessions en el ahora extinto local de conciertos Planeta Júpiter, donde participan artistas de la talla de Charly García y Pappo, el legendario guitarrista de rock y blues.
En 1998, asociado a la leyenda del blues y pionero del rock en castellano Javier Martínez (integrante de grupo Manal), regentó el Club Evenos, donde realizaron actuaciones diariamente y donde se prodigaba la bohemia de la ciudad.
Con La Trova de Fin de Siglo grabó Reboot 144, un álbum compuesto para la obra de danza contemporánea Otras Partes de Brenda Angiel y que fue presentado en 1997 en el Centro Cultural Rojas de Buenos Aires.
Movimiento underground en Buenos Aires (1999-2012)
A finales de los años 90, participó activamente junto a compositores de música contemporánea como Santiago Santero, Gustavo Ribicic, Claudio Baron, entre otros. 
Entre 1999 y 2008, Sebastián Volco compuso, grabó y produjo 5 discos solistas de rock y pop. Durante este periodo, dirigió a varias bandas con las que formó parte del movimiento underground de Buenos Aires. En esos discos, participaron artistas de la talla de Tweety González, Alina Gandini, Santiago Vázquez, Sami Abadi, Fernando Samalea, Emmanuel Cauvet y Gori, entre otros.
A comienzo de la década de 2000, en calidad de productor, estuvo al frente del primer disco de la banda Mataplantas.
Desde 2007 a 2011, formó parte del grupo punk-folk-psicodélico Fantasmagoria con los que grabó Abracadabra y El Río. Con esta formación, salió de gira por Argentina y Uruguay en cientos de presentaciones en directo. 
Formó parte de varias de las bandas de Pablo Dacal y grabó los discos de La Orquesta de Salón, El Progreso y Baila sobre Fuego.
En calidad de músico, formó parte de diversos grupos y participó en grabaciones entre las que destacan las realizadas con el propio Pablo Dacal, Fena Della Maggiora, Javier Martínez, Mataplantas, La trova de fin de siglo, Sami Abadi, Dúo Candela, Santiago Santero, Gustavo Ribicic, Claudio Baroni, Pablo Krantz, Pat Coria, Salvet, entre otras muchas.
Como compositor de cine, ballet e instalaciones, sobresalen sus obras para cine donde destaca "Buena vida Delivery” que recibió en 2004 el premio Astor del Festival de Cine de Mar del Plata junto a Pablo Della Maggiora. Igualmente, en 2001 produjo la música de la instalación "Corte 7" en el Museo de Bellas Artes de Buenos Aires.
Para la obra de danza contemporánea Otras Partes de Brenda Angiel, grabó Reboot 144, un trabajo que realizó con La Trova de Fin de Siglo y que fue presentado en 1997 en el Centro Cultural Rojas de Buenos Aires.
La Orquesta Metafísica
En el año 2009, forma junto a Sebastian Rosenfeldt la Orquesta Metafísica, un ensamble que muestra la diversidad de la música de Buenos Aires: el rock, el tango, el Jazz y la música clásica fusionadas en un original sonido.
Con la Orquesta Metafísica realiza más de 90 conciertos en Buenos Aires, Francia y New York. Su disco debut es una obra compuesta por Volco llamada "7 Movimientos", donde la música ciudadana se mezcla con ideas y conceptos filosóficos y existenciales. En el año 2014, La Orquesta Metafísica instala sus oficinas en Francia, donde continúan desarrollando sus espectáculos multimedia, incorporando a la orquesta el trabajo de pintores, bailares, fotógrafos y cineastas. En 2018, editaron con el sello francés Tac Faubourg Du Monde, su segundo álbum Hipnotizados.
Volco & Gignoli
En 2013, crea junto a Pablo Gignoli, el dúo de piano y bandoneón "Volco & Gignoli" con quien ha realizado innumerables giras por Europa (Francia, Alemania, Portugal, suiza, Luxemburgo, Emiratos Árabes, Budapest, Polonia) y Estados Unidos.
Además, desde 2017, trabajan con piano en bandoneón en el grupo de los fundadores de Gotan Project, "Plaza Francia Orchestra”.

Proyectos actuales
Actualmente está desarrollando una performance en solitario que combina piano y dispositivos electrónicos, al mismo tiempo que lidera un ensamble moderno en formato de trío o cuarteto, incorporando violín, percusión o bandoneón.
Su producción discográfica y filmica sigue siendo prolífica. Filma y graba el documental de  Sebastian Volco Trio sobre el proyecto en Suiza.
En paralelo, continúa su labor como productor y creador de espectáculos multimedia y alternativos.

## Discografía

### Como solista
- 1999:Liquidándome en el agua
- 2001: Coqueteo electrónicos
- 2003: Pájaros sin patas
- 2006: Ritual
- 2007: Fiebre de rock and Roll
- 2012: "Un regalo misterioso"
- 2017: "Milagro y Arco Iris"
- 2017: "Suite descerebrada”
- 2020: "Selection of experimental,strange and beautiful ambient music ”
- 2020: Civilización Demonio
- 2020: Living Inside
- 2021: Alien ( con Sebastian Rosenfeldt )
- 2024: The relentless advance of stupidity

### Con la Orquesta Metafísica
- 1995: La trova de fin de siglo
- 2011: "Orquesta Metafísica , 7 Movimientos"
- 2018: "Hipnotizados" (Tac Faubourg Du Monde)

### Con Volco y Gignoli
- 2013: "Volco & Gignoli"
- 2021: "Volco & Gignoli + Samalea"